# Residuo quadratico
In teoria dei numeri, un numero intero {\displaystyle q} è chiamato residuo quadratico modulo {\displaystyle p} se esiste un intero {\displaystyle x} tale che:
{\displaystyle {x^{2}}\equiv {q}{\mbox{ (mod }}p{\mbox{)}}.}
In caso contrario, {\displaystyle q} è detto essere un non-residuo quadratico.
In effetti, un residuo quadratico modulo {\displaystyle p} è un numero che ammette una radice quadrata nell'aritmetica modulare di modulo {\displaystyle p}.  La legge di reciprocità quadratica è un mezzo importante per determinare se un numero è un residuo o un non-residuo, unitamente al simbolo di Legendre ed al lemma di Gauss.
Se {\displaystyle p} è un numero primo dispari, allora metà dei numeri {\displaystyle 1,2,\ldots ,p-1} sono residui e metà non-residui quadratici.

## Somma dei residui quadratici
Considerando la somma dei residui quadratici modulo {\displaystyle p} con {\displaystyle p} primo maggiore di {\displaystyle 3}, ed indicandola con {\displaystyle \sum r}, si ha:
{\displaystyle \sum r={\begin{cases}p\epsilon ,&{\text{se }}p\equiv 1,5{\pmod {8}},\\{\frac {1}{3}}p(p-1-\epsilon ),&{\text{se }}p\equiv 3{\pmod {8}},\\{\frac {1}{2}}p(p-1-2\epsilon ),&{\text{se }}p\equiv 7{\pmod {8}},\\\end{cases}}}
dove {\displaystyle \epsilon ={\frac {p-1}{4}}} è il numero dei residui quadratici in {\displaystyle \left\{1,2,\ldots ,{\frac {p-1}{2}}\right\}}.